# Accent grave en français
 (décembre 2024).
Si vous disposez d'ouvrages ou d'articles de référence ou si vous connaissez des sites web de qualité traitant du thème abordé ici, merci de compléter l'article en donnant les références utiles à sa vérifiabilité et en les liant à la section « Notes et références ».
En français, seules les voyelles a, e et u peuvent porter l’accent grave.

## Sur la voyellea
L'accent grave modifie la prononciation du a dans certains cas. Dans d'autres cas, il sert à distinguer des homonymes. Les différences phonétiques peuvent être plus ou moins marquées selon les différents dialectes du français.
- Prononciation différente : à (contre a), là (contre la)
- Même prononciation : çà, deçà, delà, déjà, holà, voilà.

## Sur la voyelleu
L’accent grave ne modifie pas la prononciation du u. Il est utilisé uniquement dans le pronom interrogatif ou relatif « où » pour le distinguer de la conjonction de coordination « ou ». Cette lettre apparait néanmoins dans plusieurs mots d'origine étrangère, tels que « bagadoù », « siù », « xârâcùù ».

## Sur la voyellee
L’accent grave indique la prononciation d’un e ouvert /ɛ/.

### En début de mot
Dans cette position, l’e accent grave est exceptionnel : ère, ès. 
On le rencontre aussi dans quelques noms propres : Èbre, Ève, Èques, Èvre, Èvres, Èze.

### À l’intérieur d’un mot
La lettre e y reçoit généralement un accent grave lorsque, tout à la fois :
1. Elle termine une syllabe graphique ;
2. La syllabe suivante :
  1. commence par une seule consonne sauf un x,
  2. ou bien commence par deux consonnes différentes[3] dont la deuxième est un l, un r ou un h ;
3. La voyelle de cette syllabe suivante est un e caduc.

Remplissent, par exemple, ces conditions : hère, thème, fièvre, avènement, brèche, règle.

#### Alternance avec l’eaccent aigu
Lors de la formation d’un dérivé dans lequel l’e accent grave n’est plus suivi d'un e caduc, la lettre e reçoit un accent aigu :
- thème → thématique
- arène → arénicole
- collège → collégien

#### Exceptions ou anomalies
Le Conseil supérieur de la langue française a proposé en 1990 une régularisation de l’accent sur les mots de la liste suivante :
- abrègement.
- affèterie.
- allègement.
- allègrement.
- assèchement.
- cèleri.
- complètement (nom).
- crèmerie.
- crèteler.
- crènelage.
- crèneler.
- crènelure.
- empiètement.
- évènement.
- fèverole.
- hébètement.
- règlementaire.
- règlementairement.
- règlementation.
- règlementer.
- sècheresse.
- sècherie.
- sènevé.
- vènerie.

Exceptions. — Médecin, médecine ; mots composés avec les préfixes « dé » et « pré » : dépecer, déceler, prévenir, etc..
De même, la conjugaison des verbes du premier groupe dont l’avant-dernière syllabe se termine à l’infinitif par un é (régler, alléger, céder, etc.) est, selon cette modification, alignée sur celle du verbe semer et ne maintiennent plus, au futur et au conditionnel présent, l’accent aigu de l’infinitif :
- conjugaison traditionnelle : je réglerai, tu céderais, etc.
- conjugaison rectifiée : je règlerai, tu cèderais, etc.

Dans les inversions sujet-verbe dans lesquelles l’e caduc est rendu sonore, la graphie proposée est rendue conforme à la prononciation d’un e ouvert : 
- orthographe traditionnelle : puissé-je, aimé-je, dussé-je ;
- orthographe rectifiée : puissè-je, aimè-je, dussè-je.

#### Devant unsfinal
Dans cette position, que la lettre s soit sonore ou non, l’accent grave sur le e permet d’éviter une prononciation fautive ou une ambiguïté : 
- s muet : abcès, accès, après, auprès, congrès, cyprès, décès, dès, excès, exprès, lès, près, procès, progrès, regrès, succès, très.
- s sonore : aloès, cacatoès, ès, faciès, florès, herpès, palmarès.

### En fin de mot
- atè, épistémè, korè, koinè, psychè : du grec ancien, possèdent une variante portant un accent aigu (sauf épistémé).